# Academia Militar de Whampoa

Emblema de la academia.

La Academia General del Ejército Kuomintang, más conocida como Academia Militar de Whampoa, fue una academia militar de la República de China de la que surgieron muchos comandantes prestigiosos que lucharon en conflictos de China en el siglo XX, en particular la Expedición al Norte, la segunda guerra sino-japonesa y la guerra civil china.
La academia militar fue inaugurada oficialmente el 1 de mayo de 1924 bajo control del Kuomintang (KMT), pero las primeras clases comenzaron el 16 de junio de 1924. La inauguración se produjo en Changzhou, que está al margen del río Huangpu (desde Whampoa) ganando así su nombre. Durante la ceremonia inaugural, Sun Yat-sen, pronunció un discurso que luego se convertiría en la letra del himno nacional de la República de China.

## Historia

### Orígenes y formación
Tras la muerte de Yuan Shikai, China se fragmentó en numerosos feudos gobernados por señores de la guerra. La "era de los señores de la guerra" es el período de la historia de la República de China (entre 1916 y 1928) en que el país estuvo dividido entre camarillas militares, una división que continuó hasta la caída del Gobierno nacionalista en las regiones continentales de Sichuan, Shanxi, Qinghai, Ningxia, Guangdong, Guangxi, Gansu, Yunnan, y Xinjiang.

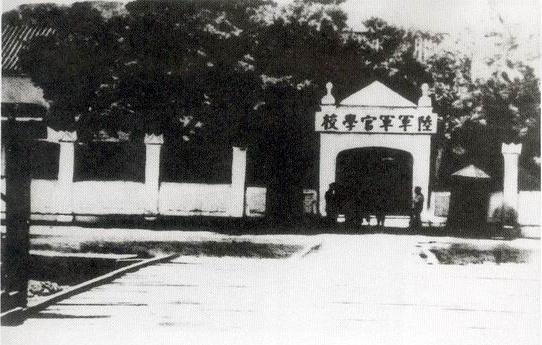
Entrada principal de la Academia.

Sun Yat-sen intentó entre 1917 y 1920 establecer una base en su provincia natal de Guangdong para lanzar una campaña militar con el objetivo de unir China bajo sus Tres Principios del Pueblo. Sin embargo, su gobierno se mantuvo militarmente más débil que los ejércitos de los señores de la guerra locales. Sun hizo llamamientos para conseguir armas y dinero, pero fue ignorado por las potencias occidentales. En 1921 el representante del Comintern Henk Sneevliet, utilizando el alias de Maring, se reunió con Sun en Guangxi. Este le propuso la creación de una academia militar para entrenar al nuevo Ejército Nacional Revolucionario. El Partido Comunista de China (PCCh) envió a Li Dazhao y Lin Boqu  para discutir con Sun y su partido sobre cómo crear y organizar la academia. En 1924, durante el I Congreso Nacional del Kuomintang, la política de alianza con la Unión Soviética fue aprobada como una guía para el KMT. Como resultado, la decisión final de la creación de una academia militar se hizo realidad y un comité preparatorio se estableció en consecuencia. El dinero necesario para la construcción y el apoyo de la Academia fue proporcionado por los soviéticos durante 1924-1925.
La primera Academia Militar de Whampoa existió desde 1924 hasta 1926, llegando a formar 6 grupos que incluían a más de 7.000 alumnos. Sin embargo, después de la purga y persecución que Chiang Kai-shek orquestó contra el Partido Comunista chino durante la Expedición al Norte, la academia se trasladó a la nueva capital en Nankín, y de forma definitiva solo después de la derrota de los señores de la guerra en 1928. Unos años después la academia se trasladó de nuevo a Chengdu, esta vez debido a la invasión japonesa durante la segunda guerra sino-japonesa (1937-1945).

### Academia militar de la República de China
En 1950, después de la victoria comunista en la China continental durante la guerra civil y el establecimiento de la República Popular de China, la Academia se trasladó a Taiwán y fue restablecida en Fengshan (Kaohsiung) bajo el nombre de Academia Militar de la República de China (陸軍官校). En 2004 cambió su denominación por la de "Universidad militar" (軍官大學). El lugar de origen de la academia en Guangzhou se convirtió en un museo, aunque en 2010 el edificio fue reconvertido en una discoteca.

## Organización
En un principio, la Academia tenía un solo departamento en donde se instruía una formación básica para los soldados. Si bien, el objetivo principal de la Academia es la preparación de las unidades de infantería, también lo fue el proporcionar clases especiales para la artillería, ingeniería, comunicaciones, unidades logísticas y de armas de fuego.
Sun Yat-sen fue uno de los primeros líderes de esta academia, aunque solo ostentaba un título honorífico. Lo cierto es que Chiang Kai-shek era el favorito y fue nombrado primer Comandante de la Academia. Liao Zhongkai, famoso dirigente del ala izquierdista del Kuomintang y el secretario del Tesoro de Sun Yat-sen, fue designado como representante del KMT en la academia. Zhou Enlai y Wang Jingwei fueron instructores en el departamento político.
La falta de profesores expertos fue el mayor problema para la Academia, por eso las conferencias ofrecidas por los funcionarios soviéticos eran muy populares entre los estudiantes. Bubnov, Gi Gilev, Mi Dratvin o S.N. Naumov daban conferencias que explicaban el desarrollo del pensamiento militar a lo largo de la historia humana y la división entre las escuelas occidentales y soviéticas del pensamiento militar. Los oficiales soviéticos enseñaban diferentes temas militares en la Academia, pero siempre utilizaban la gran experiencia adquirida durante la guerra civil rusa. Entre ellos se encontraban I. Vasilevich, N. Korneev, M. Nefedov, F. Kotov (Katyushin), P. Lunev, V. Akimov. Galina Kolchugina, la esposa de Vasili Blücher (comandante en jefe de todos los voluntarios soviéticos enviados a China), leyó una serie de conferencias sobre la agitación política.
Los dos primeros grupos de alumnos preparados por la Academia se convirtieron en el núcleo de la formación del Ejército Nacional Revolucionario: los dos primeros grupos tenían 500 oficiales, mientras que en el tercero había 800 y el cuarto grupo tenía otros 2.000 oficiales.
Los jóvenes cadetes mostraron su formación y coraje en la guerra contra el disidente y señor de la guerra local Chen Jiongming, y también después de la unificación de la provincia de Guangdong. Estos volvieron a tener una importante participación durante la conocida como "Expedición del Norte", que logró la reunificación de China (aunque de forma efímera e inestable) bajo el liderazgo del Kuomintang y de Chiang Kai-shek. El general Ma Zhongying, que mandó la 36.ª División del Ejército Nacional Revolucionario, era un musulmán que pertenecía a la Camarilla Ma y que asistió a la Academia Militar Whampoa en Nankín durante 1929.

## Influencias
La Academia Militar de Whampoa jugó un papel importante en la Historia de China. Aunque originalmente era una academia militar con el objetivo de formar a las élites militares como la Academia Militar de los Estados Unidos, también tuvo una gran influencia sobre la política china (tanto en el KMT como en el PCCh). Al mismo tiempo, cuando el Partido Comunista de China construyó su primer "Ejército Rojo" (posteriormente reconvertido en el Ejército Popular de Liberación) después de la sublevación de Nanchang en 1927, la mayor parte de sus comandantes provenían de Whampoa. De hecho, durante la guerra civil china se dio la paradoja de que tanto los comandantes del KMT como los comunistas fueron entrenados y educados en Whampoa. Destacados líderes comunistas como Zhou Enlai o Lin Biao fueron alumnos de esta academia.
En la Academia Militar también hubo un número importante de estudiantes que provenían de Vietnam (entonces parte de la Indochina francesa). Este grupo fue encabezado por el líder exiliado del Partido Comunista de Vietnam y el futuro líder de la lucha por la independencia de dicho país, Hồ Chí Minh.